# Antoinette Chahine
Antoinette Chahine est une militante libanaise contre la peine de mort et la torture.

## Biographie
Antoinette Chahine est accusée à tort à l'âge de 22 ans d’avoir participé à un attentat et au meurtre d’un prêtre au Liban en 1994. Elle est arrêtée le 21 mars 1994, pour un crime dont son frère, membre des Forces libanaises, pourtant en exil au moment des faits, est accusé par l’État libanais.
Elle est condamnée à mort en 1997.   Après avoir été torturée et emprisonnée  pendant cinq ans, elle est finalement libérée le 24 juin 1999 grâce à la mobilisation d'ONG dont Amnesty International et l'Action des chrétiens pour l'abolition de la torture (ACAT), ainsi que de son avocat qui ont permis d'aboutir à un nouveau procès.
Sa condamnation reposait sur deux témoignages extorqués sous la torture, dont les auteurs se sont rétractés ultérieurement.
Le 25 juin 2001, elle participe au Premier congrès mondial contre la peine de mort  qui réunit pendant trois jours à Strasbourg des militants abolitionnistes comme Philippe Maurice , le dernier condamné à mort français (gracié par  François Mitterrand en 1981), Kerry Max Cook ou encore Sakae Menda.

Elle milite aujourd'hui aux côtés d'Amnesty International, en sensibilisant le public à la peine de mort et la torture par le récit de son histoire. Elle fait connaitre son combat en allant à la rencontre d'étudiants ou de jeunes détenus.

## Œuvres
- Crime d’innocence, 2007  [5]